# Lagothrix lagotricha
O macaco-barrigudo (Lagothrix lagothricha) é um primata encontrado em uma pequena parte da Amazônia brasileira e na Colômbia.
É um dos maiores consumidores de frutos, folhas e flores, sendo um dispersor de sementes maiores, preferindo viver em florestas inundadas, ao Norte do Rio Negro e Rio Solimões pela quantidade de alimento. Vive em grupos que ocupam grandes áreas.
A coloração de seu pelo varia do alaranjado-ocráceo ao marrom-acinzentado.
Seu estado de conservação se dá pela caça, tráfico de animais silvestres e baixas taxas de crescimento populacional, pois a taxa reprodutiva é de nascimentos apenas a cada três anos.
| Alimentação | Folhas, frutos e flores. |
| Peso        | Entre 8 e 12 kg.         |
| Habitat     | Amazônia.                |
| Localização | Amazonas, Brasil.        |